# La Nation française
La Nation française (1955-1967) est un hebdomadaire royaliste français dirigé par le journaliste et philosophe Pierre Boutang.

## Historique
Après avoir collaboré à l'hebdomadaire Aspects de la France (qui prend la succession de L'Action française à partir de 1947), Pierre Boutang, accompagné du journaliste Michel Vivier et d'un groupe de jeunes rédacteurs, fait scission en novembre 1954. L'équipe reproche aux héritiers orthodoxes du maurrassisme de fossiliser le royalisme, de renoncer à toute attitude offensive et critique vis-à-vis du passé, de ne pas œuvrer pour la réconciliation entre les deux France, celle de la Résistance et celle, qui tout en rejetant la collaboration, est restée fidèle au maréchal Pétain.
Ils décident alors de fonder un nouvel hebdomadaire royaliste : La Nation française dont le premier numéro paraît le 12 octobre 1955. L'équipe du journal se propose de rajeunir et de rénover le royalisme, de défendre un nationalisme moderne, en s'appuyant sur les faits du temps présent, en appelant de ses vœux la constitution d'un nouvel esprit public et d'un « parti des politiques », en accueillant sans ostracisme les Français de droite et de gauche qui souhaitent agir selon le seul intérêt national. Sans renier sa filiation aux idées de Charles Maurras, la Nation française exerce un droit d'inventaire sur la pensée du vieux maître, rejette clairement tout antisémitisme, s'adjoint le concours et ouvre le dialogue avec d'autres traditions politiques (personnalisme chrétien, gaullisme, socialisme…). Elle attache une grande importance aux questions sociales et plaide pour une modernisation en profondeur de l'organisation économique du pays.
Violemment opposé aux institutions et aux hommes de la IVe République et ardent défendeur de l'Algérie française, l'hebdomadaire se rallie au général de Gaulle à partir de 1958 et appuie les initiatives en direction du nouveau régime prises par le « comte de Paris », prétendant orléaniste au trône de France. La Nation française interrompt sa publication en 1967.
Malgré son existence éphémère, cet hebdomadaire royaliste aura une influence réelle sur les milieux intellectuels attachés à la modernisation de la France, la préservation de ses valeurs et de son influence dans le monde. Il exercera également une action bénéfique sur le royalisme français, en rénovant ses bases et en rejetant toutes ses dérives vichystes, antisémites ou intégristes. Elle permettra ainsi l'aggiornamento auquel procédera quelques années plus tard la jeune équipe de journalistes, d'écrivains et de philosophes qui fondera, autour de Bertrand Renouvin, Gérard Leclerc et Yvan Aumont, la Nouvelle Action royaliste. À Lucien Rebatet, pour une collaboration active, Boutang répond : « Je préfère le pire des juifs à n’importe quel honnête père de famille allemand occupant mon pays ! ».
Il se veut « être à l’abri de Sartre » et des « entrepreneurs en nihilisme ».

## Collaborateurs
Parmi les rédacteurs de La Nation française on peut mentionner : Pierre Andreu, Philippe Ariès, Emmanuel Beau de Loménie, Antoine Blondin, Étienne Bordagain, Claude Bruaire, Jean Brune, Michel Chrestien, Gilbert Comte, le Belge Marcel de Corte, Jacques Despuech, Pierre Fresnay, René Gillouin, Raoul Girardet, Daniel Halévy, Georges Laffly, Roland Laudenbach, Jean de La Varende, François Léger, le duc Antoine de Lévis-Mirepoix, Gabriel Marcel, Henri Massis, Gabriel Matzneff, Jules Monnerot, Roger Nimier, Pierre Nord, Louis Pauwels, Colonel Rémy, Michel de Saint Pierre, Philippe de Saint Robert, Louis Salleron, Gustave Thibon, Pierre Varillon, ou encore Vladimir Volkoff.